# Grottes de Mossdale
Les grottes de Mossdale ou cavernes de Mossdale (en anglais : Mossdale Caverns) est un réseau de grottes naturelles dans les Yorkshire Dales, en Angleterre.

## Description
Elles se trouvent à environ cinq kilomètres au nord de Grassington et à l'est de Conistone. Le réseau de grottes est formé dans du calcaire.

## Exploration
Eli Simpson, l’un des fondateurs de la British Speleological Association, était convaincu qu’il y avait un grand système de grottes non découvert dans la région et a consacré une grande partie de son temps à le trouver. Simpson a ensuite demandé l’aide d’un autre membre de la B.S.A., Bob Leakey, qui a recruté une équipe de collègues féminines de l’usine d’avions Yeadon pour aider à l’exploration de Mossdale Scar. (La Seconde Guerre mondiale avait créé une pénurie locale d’hommes valides.). Le 31 mai 1941, alors qu’il cherchait une pipe à tabac tombée, Leakey trouva une entrée qui mena à l’exploration ultérieure des grottes de Mossdale.
Il s’agit d’un système de grottes très difficile sujet aux inondations, avec de nombreux passages impliquant de longues rampes mouillées tandis que d’autres sections peuvent être dans l’eau jusqu’au cou ; de nombreuses explorations de Leakey ont été menées en solo, car peu de contemporains avaient l’endurance nécessaire. La fin a finalement été atteinte à nouveau en 1964 par Mike Boon et Pete Livesey. Le retour jusqu’à l’extrémité dure entre huit et dix heures.

## Accident de 1967
Les grottes de Mossdale sont connues des spéléologues britanniques pour une tragédie survenue le 24 juin 1967 à la suite d'une montée des eaux provoquée par de forte pluies. Malgré l'arrivée d'équipes de secours, six spéléologues y trouvent la mort,. Les corps ont été laissés in situ un temps — avant un déplacement et un regroupement dans une chambre spécifique — et la principale entrée du réseau est scellée. L'accident est l'un des plus meurtriers de la spéléologie britannique. Une plaque commémorative est apposée sur la falaise au-dessus de l'entrée scellée et un cairn commémoratif se trouve à proximité.

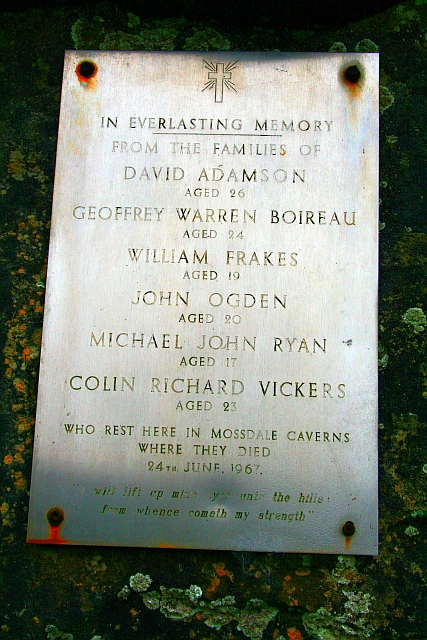
Plaque commémorative sur la tragédie de 1967.